# Huperzia shangsiensis
Huperzia shangsiensis là một loài thực vật có mạch trong Họ Thạch tùng. Loài này được (C.Y. Yang) Holub mô tả khoa học đầu tiên năm 1991.